# Krisztián Géresi
Krisztián Géresi (Székesfehérvár, 14 de junio de 1994) es un futbolista húngaro que juega en la demarcación de centrocampista para el Nyíregyháza Spartacus FC de la Nemzeti Bajnokság I.

## Selección nacional
Tras jugar en distintas categorías inferiores de la selección, finalmente hizo su debut con la selección de fútbol de Hungría en un encuentro clasificación para la Copa Mundial de Fútbol de 2022 contra San Marino que finalizó con un resultado de 0-3 a favor del combinado húngaro tras los goles de Ádám Szalai, Roland Sallai y Nemanja Nikolics.

## Clubes
| Club                        | País    | Año       | Partidos | Goles |
| --------------------------- | ------- | --------- | -------- | ----- |
| Fehérvár FC II              | Hungría | 2013-2018 | 74       | 29    |
| Fehérvár FC                 | Hungría | 2015-2021 | 79       | 14    |
| Puskás Akadémia FC (cedido) | Hungría | 2021      | 20       | 3     |
| Fehérvár FC II              | Hungría | 2021-2022 | 3        | 3     |
| Fehérvár FC                 | Hungría | 2021-2022 | 2        | 0     |
| Vasas Budapest SC           | Hungría | 2022-2023 | 9        | 0     |
| Szeged-Csanád (cedido)      | Hungría | 2023      | 14       | 4     |
| Nyíregyháza Spartacus FC    | Hungría | 2023-     | 22       | 11    |